# Schwangau
Schwangau é um município da Alemanha, localizado no distrito da Algóvia Oriental, na região administrativa da Suábia, estado da Baviera.
Localizado nos últimos quilómetros da Estrada Romântica (que acaba em Füssen) ficam perto do município os castelos de Hohenschwangau, Bullachberg e Neuschwanstein.

## Geografia
Schwangau é composto pelos bairros de Schwangau, Alterschrofen, Brunnen, Erlisholz, Hohenschwangau, Horn, Mühlberg e Waltenhofen. No território municipal estão localizados os lagos de Alpsee e Schwansee.

## Galeria

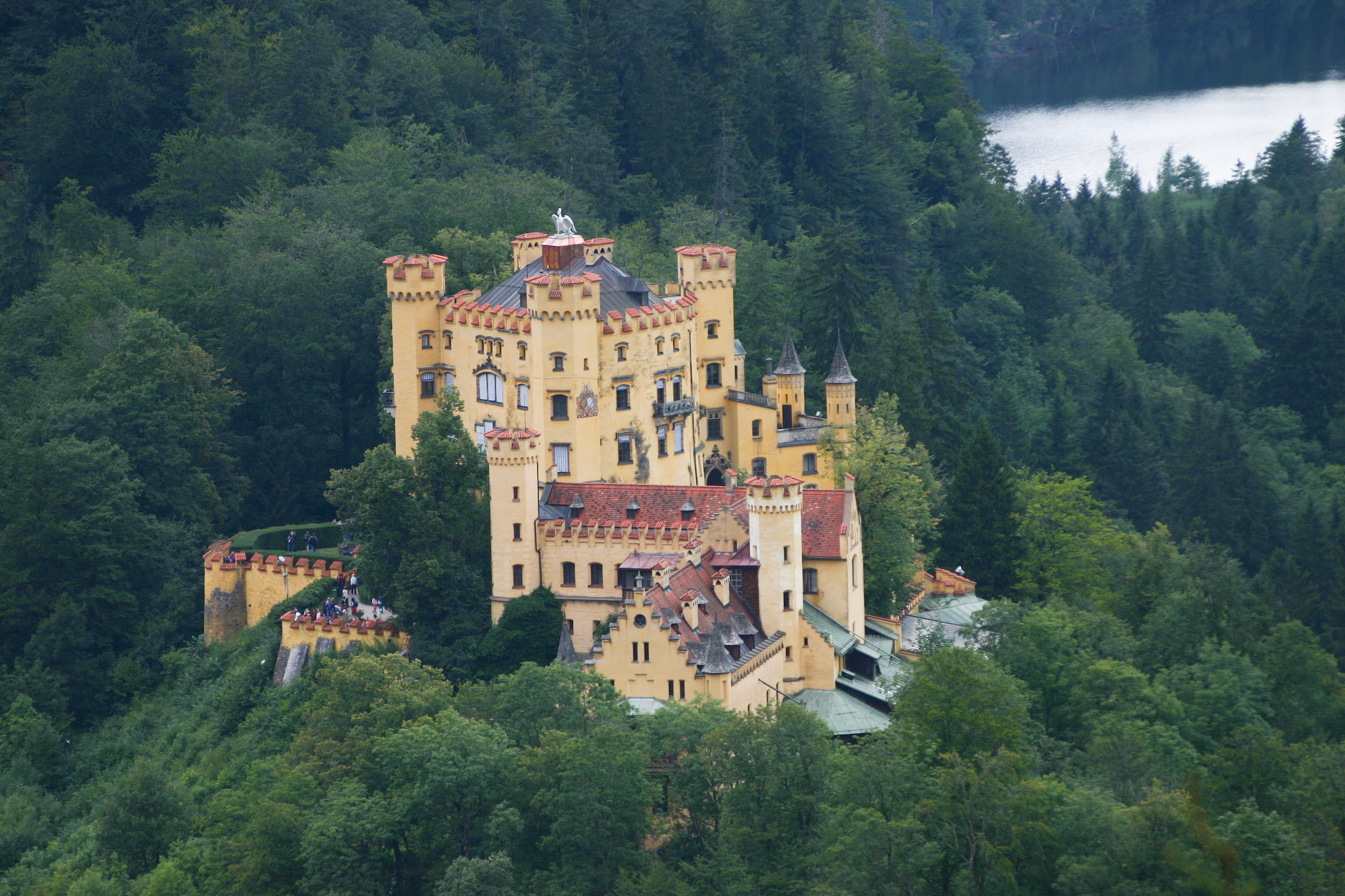
Castelo de Hohenschwangau (Hohenschwangau)
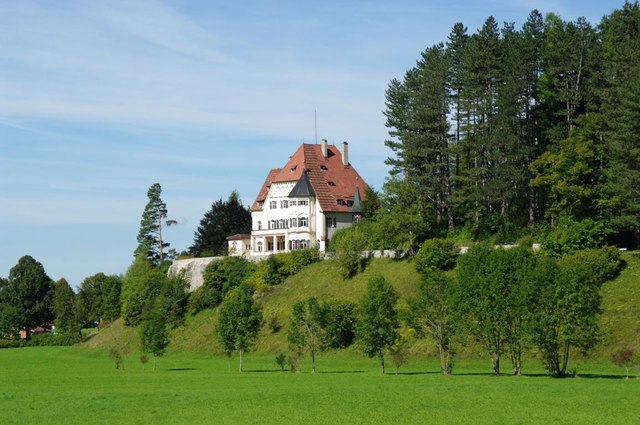
Schloss Bullachberg (Schwangau)
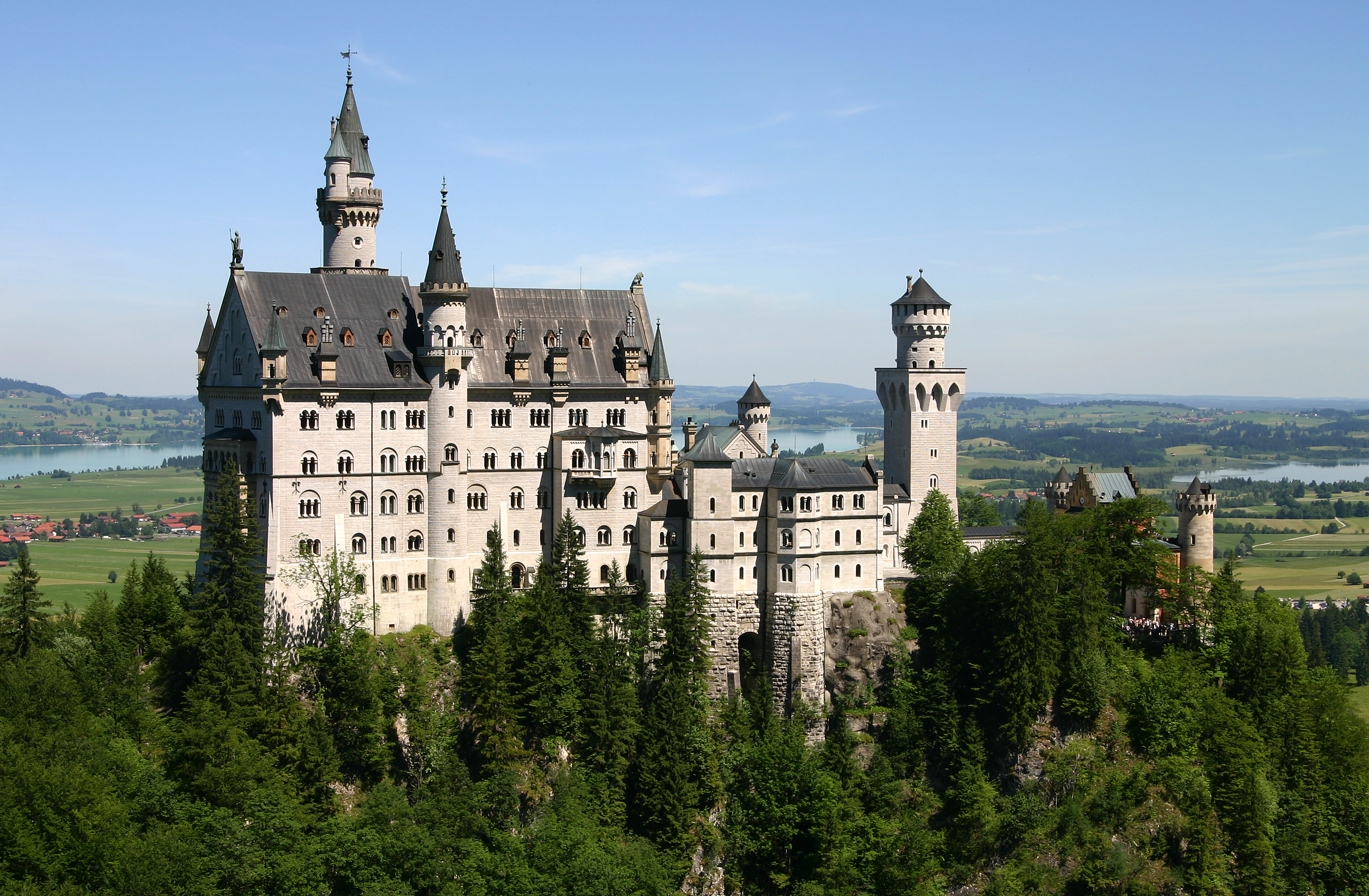
Castelo de Neuschwanstein (perto de Füssen)